# Leszek Ojrzyński
Leszek Ojrzyński (Ciechanów, 1972. május 31. –) lengyel labdarúgó, edző.

## Pályafutása

### Labdarúgóként
Ojrzyński a lengyelországi Ciechanów városában született.
Pályafutása során játszott a Pomowiec Sońsknál, a Tęcza Płońsknál és a AZS AWF Warsawánál.

### Edzőként
Ojrzyński 2004-ben a Milan Milanówek edzője volt. 2004 és 2022 között több klubnál töltött be edzői pozíciókat, így megfordult a Polonia Warsaw II, a Znicz Pruszków, a Raków Częstochowa, az Odra Wodzisław, a Zagłębie Sosnowiec, a Podbeskidzie Bielsko-Biała, a Górnik Zabrze, az Arka Gdynia és a Stal Mielec, illetve két-két alkalommal a Wisła Płock és a Korona Kielce együttesénél is. Legnagyobb sikerét a 2016–17-es szezonban, az Arka Gdyniával érte el, amikor egyszerre megnyerték a kupát és a szuperkupát.

## Sikerei, díjai

### Edzőként
Arka Gdynia
- Lengyel Kupa
  - Győztes (1): 2016–17

- Lengyel Szuperkupa
  - Győztes (1): 2017